# Rodhocetus
Rodhocetus es un género extinto de cetáceos arqueocetos, que vivió durante el Eoceno medio hace entre 46 y 47 millones de años. Poseía adaptaciones para la vida marina, pero aún retenía muchas características de los mamíferos terrestres. La primera especie descubierta (Rhodocetus kasrani) todavía poseía rasgos anatómicos como una pelvis grande fundida a las vértebras, patas traseras y dientes diferenciados. De otra especie descubierta recientemente (Rodhocetus balochistanensis), se recuperaron los huesos del tobillo, cuyas características reforzaron el vínculo con los artiodáctilos, y lo alejó de los mesoniquios.

## Descripción
El Rodhocetus medía entre 1,5 y 5 metros, y era similar a una morsa o un león marino. Se apareaban y tenían sus crías en tierra firme. Sus extremidades posteriores eran reducidas, lo que le permitía impulsarse en el agua. La descripción de esta especie se ha realizado a partir de los fósiles encontrados en el año 2001 en Beluchistán (Pakistán), por Philip Gingerich y fechados hace 47 millones de años.

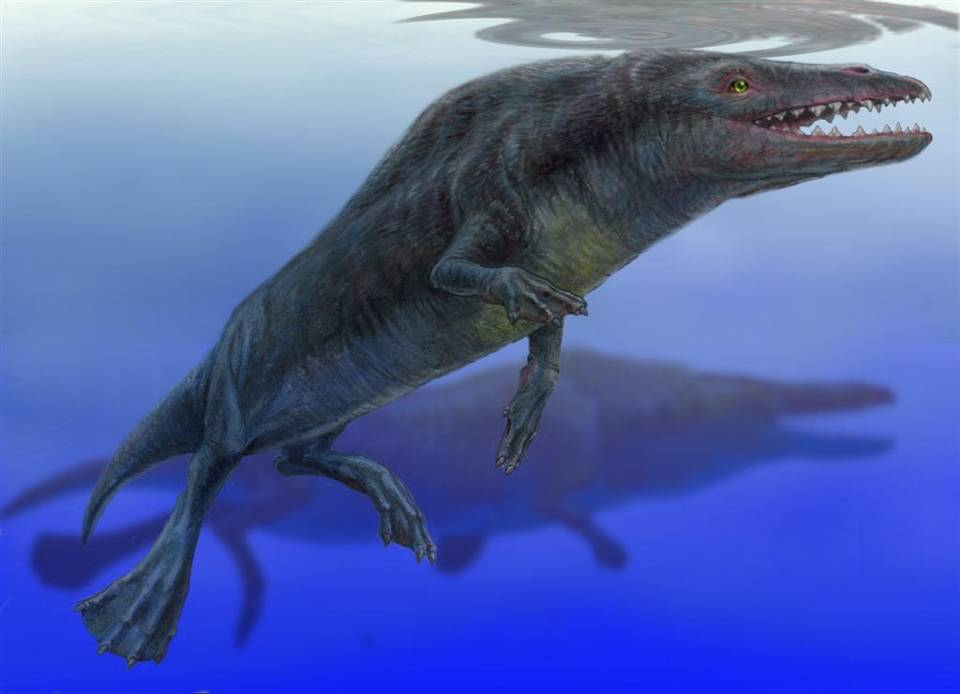
Rodhocetus.

Posteriormente, sus descendientes tuvieron sus orificios nasales en una posición más alta en la cabeza, adaptándose progresivamente a la vida marina, se alejaron costas y se volvieron cada vez más hidrodinámicos. El oído era muy similar al de una ballena, aunque el estilo natatorio era muy diferente. También tenía una fuerte cola que hacía la función de timón.